# Mutěnické rybníky
Mutěnické rybníky jsou jedna z rybničních soustav na řece Kyjovce. Nachází se v okrese Hodonín mezi Mutěnicemi a Dubňany, převážně na katastru Mutěnic. Kromě Kyjovky do nich přitékají Mutěnický potok a Rumsovský járek. Níže po toku na ně navazují Hodonínské rybníky.
Jde o významnou ornitologickou lokalitu s výskytem mnoha vzácných a chráněných ptačích druhů. Spolu s výše položeným Jarohněvickým rybníkem jsou také součástí evropsky významné lokality Hodonínská Dúbrava.

## Rybníky
- Třetí Zbrod, 32,1 ha
- Srálkovský rybník, 13,8 ha
- U vrby, 13,1 ha
- Zbrodský rybník, 13,0 ha[2]

Kromě těchto největších vodních ploch obsahuje soustava ještě mnoho menších. Celková plocha včetně hrází a mokřin přesahuje 1,5 km².

## Fotogalerie

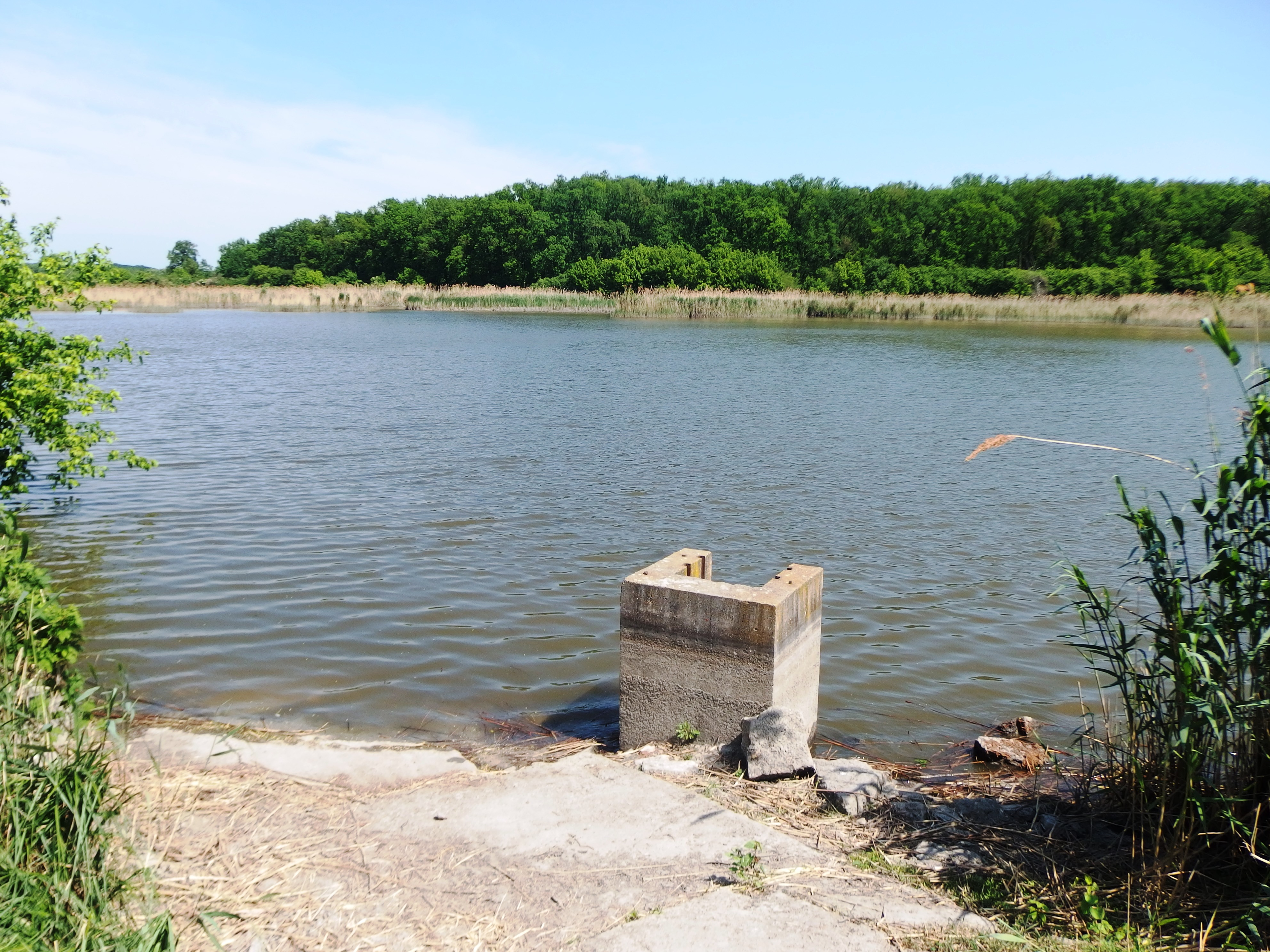
rybník Josef
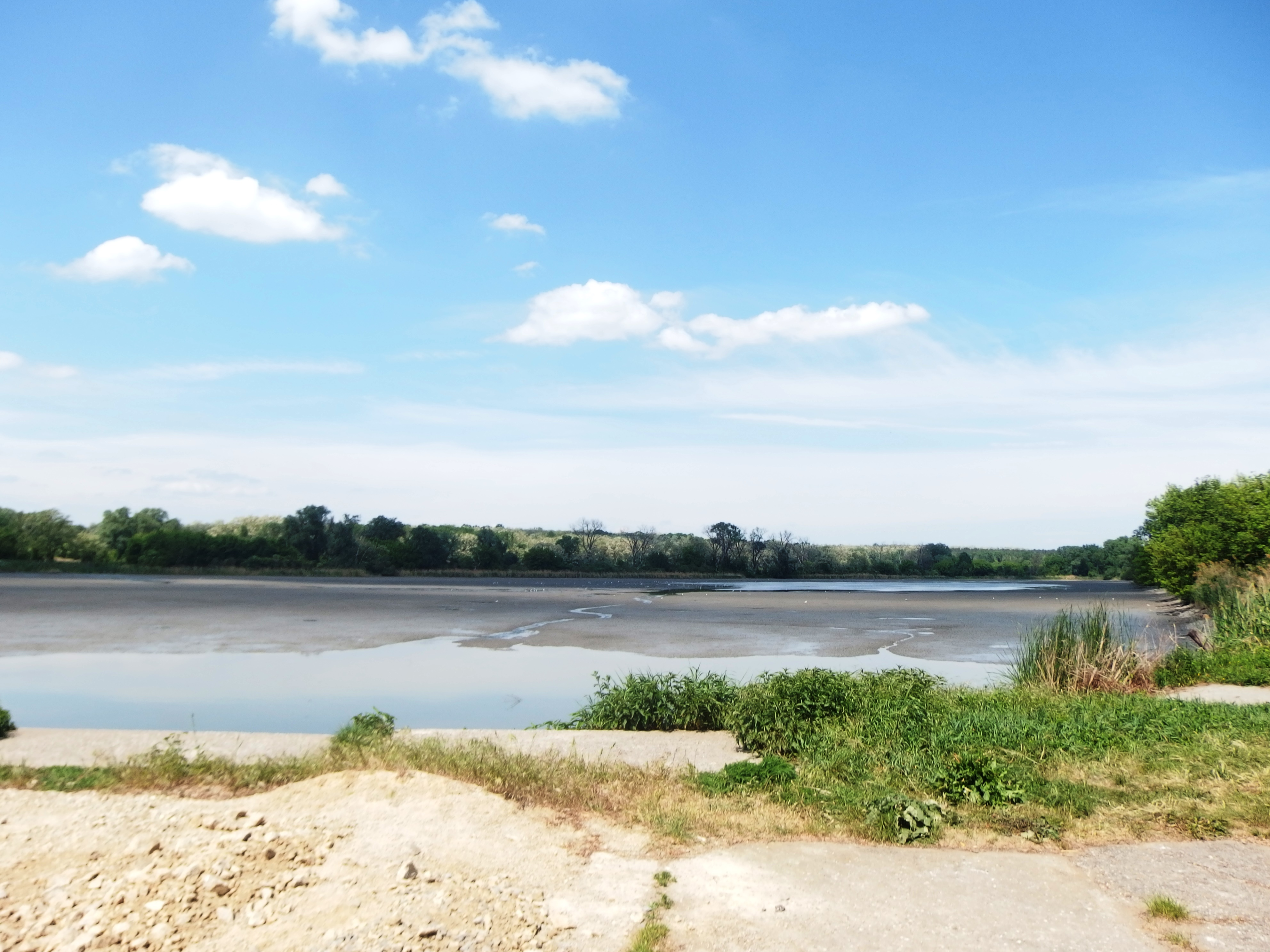
Srálkovský rybník
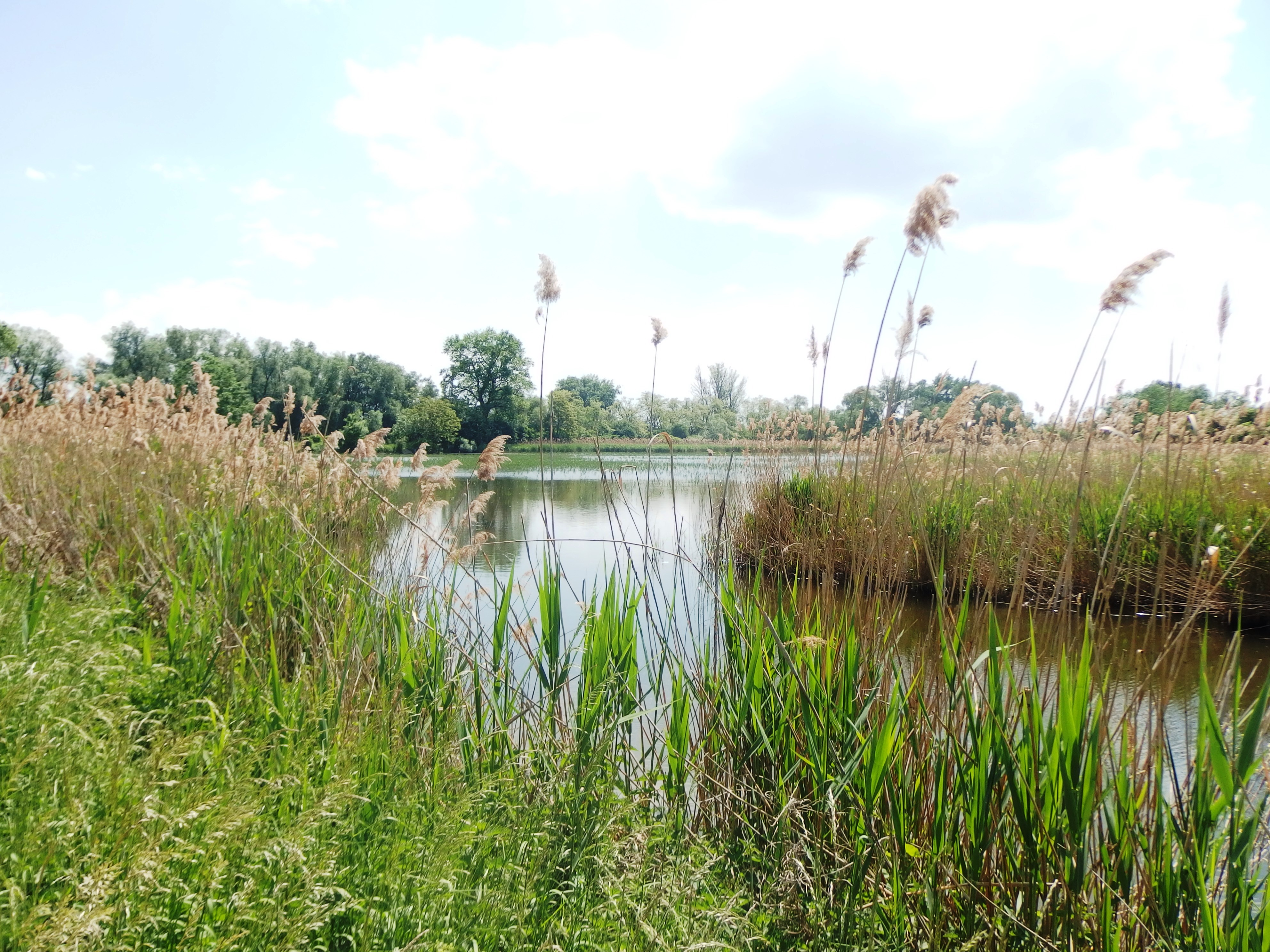
rybník U Petra
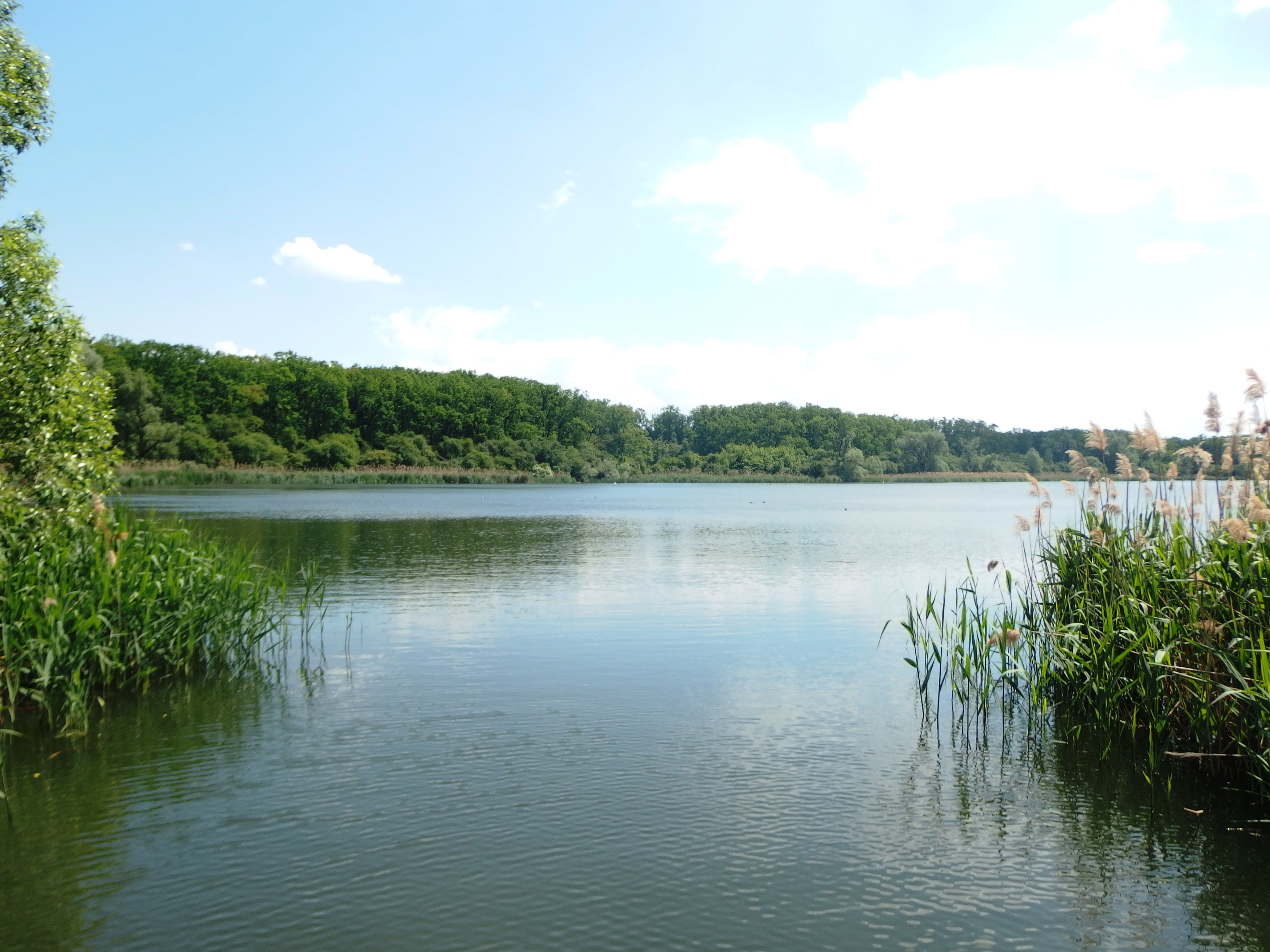
Zbrodský rybník